# Penicillium nalgiovense
Penicillium nalgiovense Laxa – gatunek grzybów z rodziny Aspergillaceae. Mikroskopijny grzyb strzępkowy.

## Systematyka i nazewnictwo
Pozycja w klasyfikacji według Index Fungorum: Penicillium, Aspergillaceae, Eurotiales, Eurotiomycetidae, Eurotiomycetes, Pezizomycotina, Ascomycota, Fungi.
Po raz pierwszy opisał go w 1932 roku Otakar Laxa w dojrzewającym serze Ellischauer w dawnej Czechosłowacji.

## Morfologia i rozwój

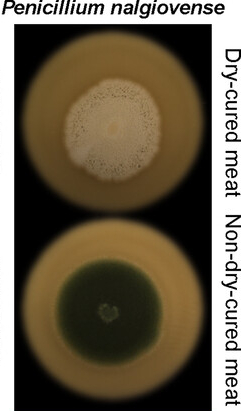
Penicillium nalgiovense na pożywce agarowej

Kolonie na agarze Czapeka w temperaturze 25 °C osiągają średnicę 2,5–3 cm w ciągu 7 dni, są białe, czasem z wiekiem bladozielone. Złożone są z tri lub tetrawertycjoidalnych penicillusów tworzących gęsty filc. Rewers zwykle żółty. Konidiofory gładkościenne, hialinowe. Metule 7–15 × 2,5–3 µm, zakończone okółkiem 2–6 fialid. Fialidy w kształcie kolby, często z niepozorną, ale szeroką szyjką, 8–10 × 2–2,5 µm. Konidia kuliste do prawie kulistych, gładkie, hialinowe, o średnicy 3–4 µm. Kolonie na MEA podobnie jak na agarze Czapeka, ale cieńsze.
Wydzielane metabolity wtórne: penicylina.

## Zastosowanie
P. nalgiovense został pierwotnie wyizolowany z sera, ale niedawno także z kiełbas salami. Obecnie jest stosowany jako kultura starterowa do fermentacji niektórych rodzajów kiełbas salami w celu poprawy ich wyglądu, zapachu, smaku lub wydłużenia trwałości.